# 신민중생태사회연합
신민중생태사회연합(新民衆生態社會聯合, 프랑스어: Nouvelle Union populaire écologique et sociale 누벨 유니옹 포퓰레 에콜로지크 엣 소시알[*], NUPES)는 2022년 프랑스 총선을 앞두고, 장뤼크 멜랑숑이 주도하여 2022년 5월 1일 결성한 범좌파 정당 연합이다. 불복하는 프랑스, 사회당, 유럽 생태녹색당, 앙상블!, 운동세대, 프랑스 공산당, 그리고 소수 좌파 정당들이 속해 있다.

## 역사
2021년 10월 장뤼크 멜랑숑은 대선 출마를 확정지은 후 민중연합(L'Union Populaire)이란 정당 연합을 결성하게 되고, 지난 대선에서 패배한 좌파 진영에서는 단일화에 대한 논의가 수면 위로 떠오르기 시작한다. 2022년 1월 27일 불복하는 프랑스, 사회당, 생태녹색당 등이 차기 대선을 위한 범좌파 단일 후보를 뽑는 경선이 치러지게 되는데, 경선 결과 2002년 대선에서 좌익급진당 소속으로 출마한 경험이 있는 크리스티안 토비라 후보가 1위를 차지한다.
그러나 각 정당의 후보들의 동의 없이 치러졌다는 것이 드러나 논란이 되었고, 입후보 기준(500명의 추천인이 지지 서명을 받은 수)에 미치지 못하는 181개를 받음으로써 3월 2일 사퇴를 결정했다. 그렇게 좌파 단일 후보를 선출하기 위한 단일화 논의는 흐지부지되어 결국 불복하는 프랑스의 멜랑숑을 포함하여 생태녹색당에 야니크 자도, 사회당에 안 이달고, 공산당에 파비앙 루셀이 최종 후보로 선출, 독자 출마로 이어지게 되었다. 그 결과 다른 좌파 후보들과는 달리 멜랑숑이 르펜에 이은 3위를 차지하긴 했지만 끝내 결선 진출에 실패하였다.
그 때 총선을 앞두고 실시된 여론조사에서 좌파 4당이 뭉쳤을 때를 가정했을 때, 여당인 레퓌블리크 앙 마르슈!을 누르고 1위로 나타날 것이란 전망이 나오게 되자, 불복하는 프랑스, 생태녹색당, 공산당이 단일화에 대한 합의를 이루어내어 마침내 NUPES(뉘프)로 규모를 확대하는 동시에 뉘프에 공식 합류를 선언했다. 5월 4일에는 사회당이 전국위원회 표결을 조건으로 하여 뉘프에 참여하기로 결정했으나, 당초 합류하기로 한 반자본주의신당은 사회당의 합류를 이유로 불참했고, 노동자 투쟁 역시 불참을 선언했다.
총선 결과, 총합 131석으로 약진에 성공하였고 참여 정당인 불복하는 프랑스는 55석 늘어난 72석, 유럽 생태녹색당(생태주의구심점)은 1석 늘어난 26석, 공산당은 2석 늘어난 12석으로 약진했으나 사회당은 4석 감소한 26석으로 이전 선거에 비해 의석이 줄어들었다.

## 노선
좌파라는 특징을 가지면서 다양한 정당이 합류하였기 때문에, 공통적으로는 '프랑스 제6공화국'의 수립, 최저임금 인상(1,500 유로), 정년 퇴직 연령 조정, 생태적 개발, 기초 생필품 가격 동결 공약을 추진하고 있다.

## 참여 정당
| 정당                         | 정당 | 정당                 | 약칭   | 이념                                  | 스펙트럼        | 당수                            |
| ---------------------------- | ---- | -------------------- | ------ | ------------------------------------- | --------------- | ------------------------------- |
| 불복하는 프랑스 및 동맹 정당 |      |                      |        |                                       |                 |                                 |
|                              |      | 불복하는 프랑스      | LFI    | 민주사회주의 좌익대중주의             | 좌파 ~ 극좌     | 장뤼크 멜랑숑 마뉘엘 봉파르     |
|                              |      | 좌파당               | PG     | 민주사회주의 좌익대중주의             | 좌익            | 장 크리스토프 셀린 엘렌 르 카슈 |
|                              |      | 앙상블!              | E!     | 사회주의 생태사회주의                 | 좌익 ~ 극좌     | 집단지도체제                    |
|                              |      | 피카르디 약진당      | PD     | 좌익대중주의 경제적 국민주의          | 좌익            | 프랑수아 러핀                   |
|                              |      | 생활을 위한 생태혁명 | REV    | 생태심리학 녹색 정치                  | 좌익            | 아이메릭 카롱                   |
|                              |      | 독립노동자당         | POI    | 공산주의 마르크스주의                 | 좌익 ~ 극좌     | 집단지도체제                    |
|                              |      | 레지스탕스 평등 974  | RÉ974  | 민주사회주의 지역주의                 | 좌익 ~ 극좌     | 장위그 라테농                   |
| 생태주의구심점               |      |                      |        |                                       |                 |                                 |
|                              |      | 유럽 생태녹색당      | EELV   | 녹색정치 대안세계화                   | 중도좌파 ~ 좌익 | 줄리엔 바이유                   |
|                              |      | 운동세대             | G.s    | 민주사회주의 생태사회주의             | 중도좌파 ~ 좌익 | 브누아 아몽                     |
|                              |      | 생태세대             | GÉ     | 녹색 정치 에코페미니즘                | 중도            | 델핀 바소                       |
| 사회당 및 동맹 정당          |      |                      |        |                                       |                 |                                 |
|                              |      | 사회당               | PS     | 사회민주주의 친유럽주의               | 중도좌파        | 올리비에 포르                   |
|                              |      | 공공장소             | PP     | 사회민주주의 친유럽주의               | 중도좌파        | 라파엘 글럭스만                 |
|                              |      | 뉴딜                 | ND     | 사회자유주의 진보주의                 | 중도좌파 ~ 좌익 | 아르노 르라지 알린 무케         |
|                              |      | 마요트 개발운동      | MDM    |                                       |                 |                                 |
| 프랑스 공산당 및 동맹 정당   |      |                      |        |                                       |                 |                                 |
|                              |      | 프랑스 공산당        | PCF    | 공산주의                              | 좌익 ~ 극좌     | 파비앙 루셀                     |
|                              |      | 레위니옹을 위하여    | PLR    | 민주사회주의 탈마르크스주의           | 좌익            | 위게트 벨로                     |
|                              |      | 타비니 후이라아티라  | TH     | 민주사회주의 폴리네시아 자치/독립주의 | 중도좌파 ~ 좌익 | 오스카 테마루                   |
|                              |      | Péyi-A               | Péyi-A | 마르티니크 독립주의                   | 중도좌파 ~ 좌익 | 장필립 닐로르 마르셀린 나도     |

### 전 소속 정당
2022년 10월 16일 신민주당은 유럽 생태녹색당에 합당하였다.
| 정당 | 정당 | 정당     | 약칭 | 이념                      | 스펙트럼 | 당수                        |
| ---- | ---- | -------- | ---- | ------------------------- | -------- | --------------------------- |
|      |      | 신민주당 | ND   | 사회자유주의 사회민주주의 | 중도좌파 | 오렐리엥 타셰 에밀리 카리유 |

## 선거 결과

### 의회 선거
| 선거        | 당선자  | 득표율 | 당 대표 |
| ----------- | ------- | ------ | ------- |
| 2022년 총선 | 0 / 577 | -      | -       |

1. ↑  “Parti Ouvrier indépendant | Election Présidentielle 2012”. 《France Télévisions》. 2012년 2월 17일. 2012년 2월 17일에 원본 문서에서 보존된 문서. 2018년 5월 13일에 확인함.